# Fenestraria rhopalophylla
Fenestraria rhopalophylla je druh rostliny z čeledi kosmatcovité a jediný druh rodu Fenestraria (oknovka). Je to drobná sukulentní, kobercovitě rostoucí rostlina pocházející z jihoafrického Kapska a Namibie.

## Taxonomie
Vědecké synonymum: Mesembryanthemum rhopalophyllum Schltr. & Diels

## Popis
Stonek rostliny je ukryt v substrátu. Na povrch vystupují pouze kyjovité listy zakončené průhlednými ploškami, vzhledově připomínajícími okénka, která umožňují rostlině fotosyntézu. Za slunečného počasí je jimi vidět do nitra rostliny. Fenestraria rhopalophylla má dva poddruhy (dříve pojímané jako samostatɲé druhy), z nichž jeden má květy žluté (F. rhopalophylla ssp. aurantiaca) a druhý kvete bíle (F. rhopalophylla ssp. rhopalophylla), přičemž ve starší literatuře tomu je naopak. Květy jsou 3–4 cm velké, s úzkými a dlouhými korunními lístky. Rostliny lze množit semeny a dělením trsů. Jako pokojová rostlina je poměrně náročná, citlivá na dostatek světla a dobré větrání; je značně náchylná k zahnívání.
V zimě by oknovka měla mít teplotu v rozmezí 10 až 15 °C a být bez zálivky; v létě je zálivka minimální. Oknovce vyhovuje suchý vzduch. Substrát by měl být dobře propustný, písčitý.